# Charles Webster Hawthorne
Pour les articles homonymes, voir Hawthorne et Webster.
Charles Webster Hawthorne, né le 8 janvier 1872 à Lodi dans l’Illinois et mort le 29 novembre 1930  à Baltimore, est un peintre américain, pratiquant le portrait et la scène de genre.

## Œuvres

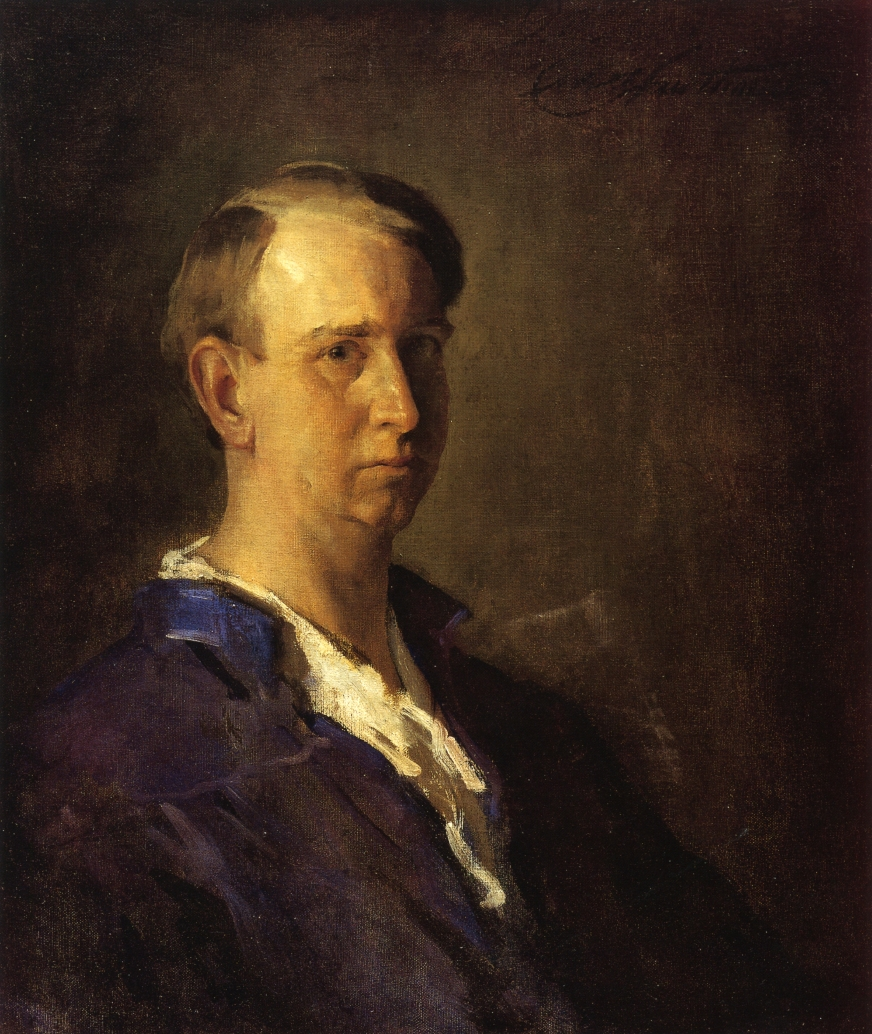
Autoportrait
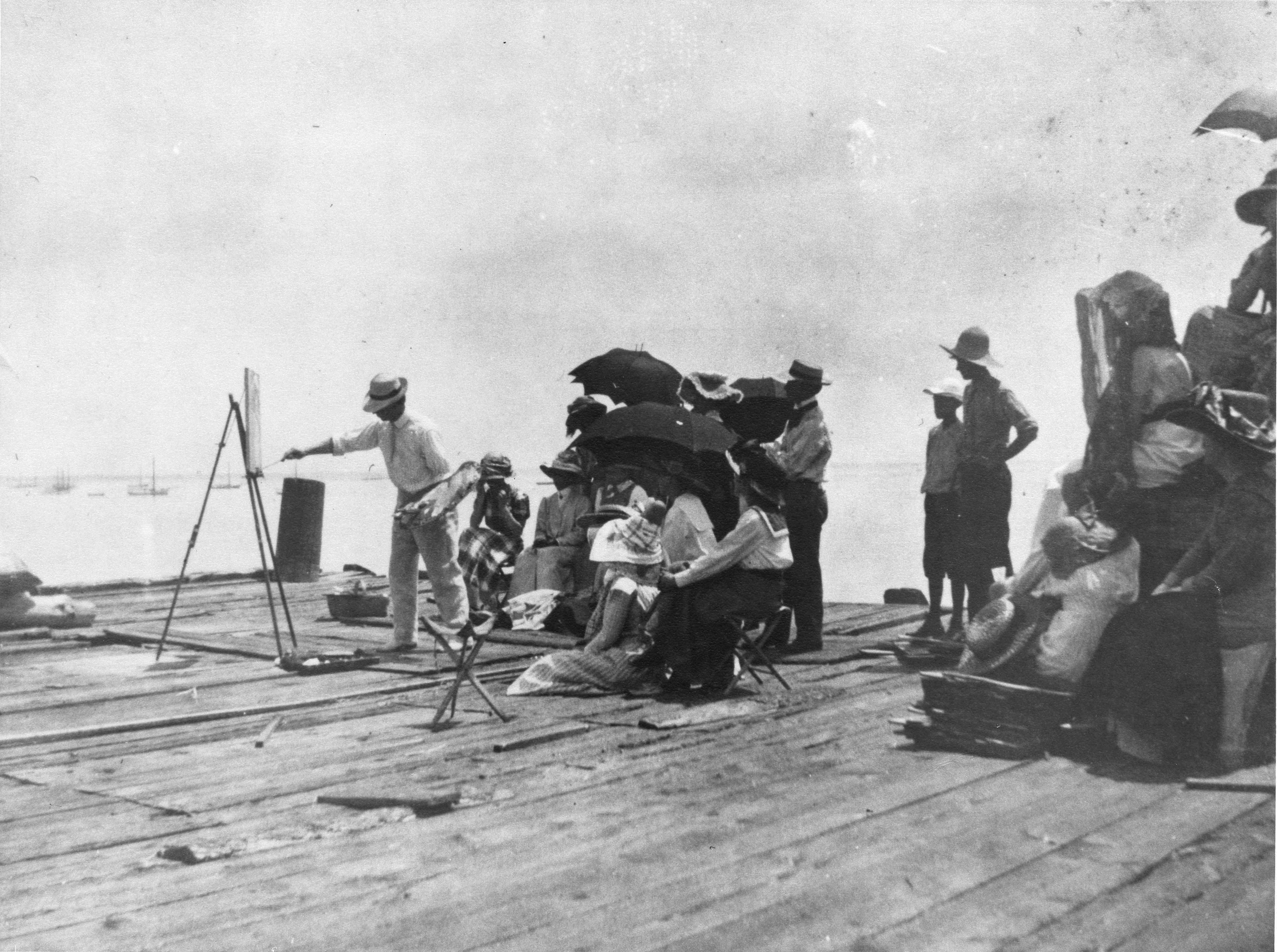
Webster (à gauche) enseignant une classe d'extérieur, 1910
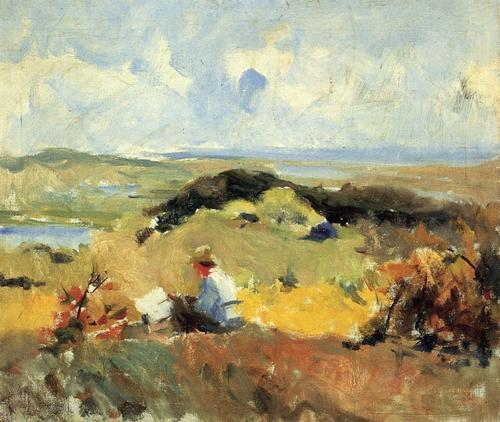
Artiste à l'extérieur
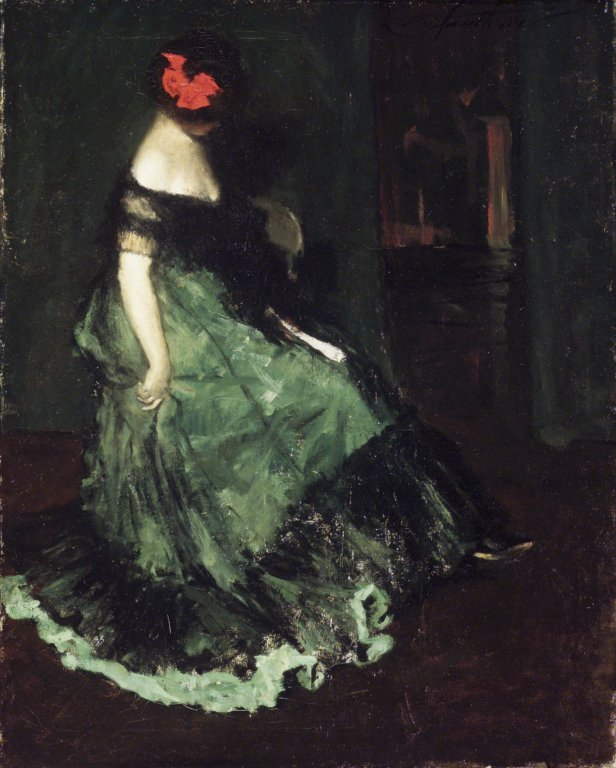
Le Nœud rouge (Brooklyn Museum)
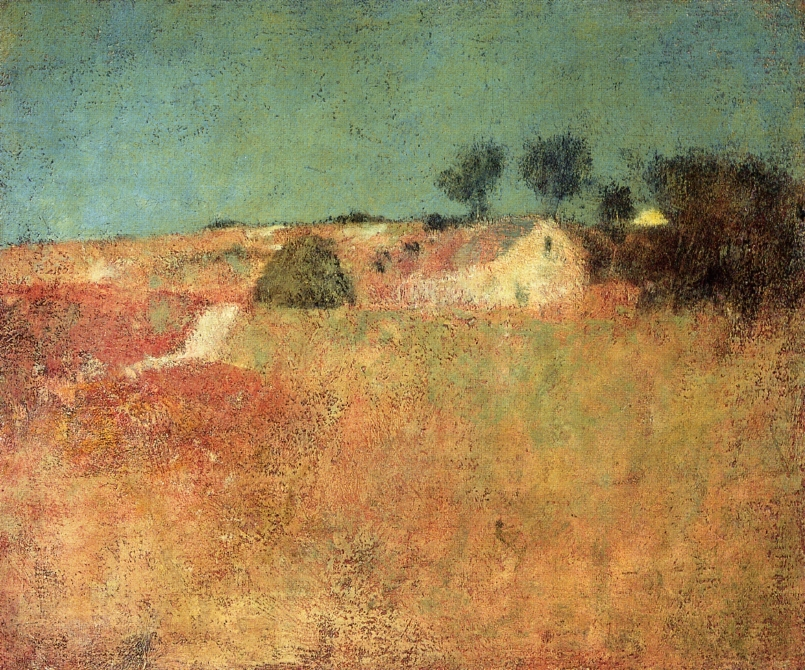
Paysage au ciel vert, vers 1898
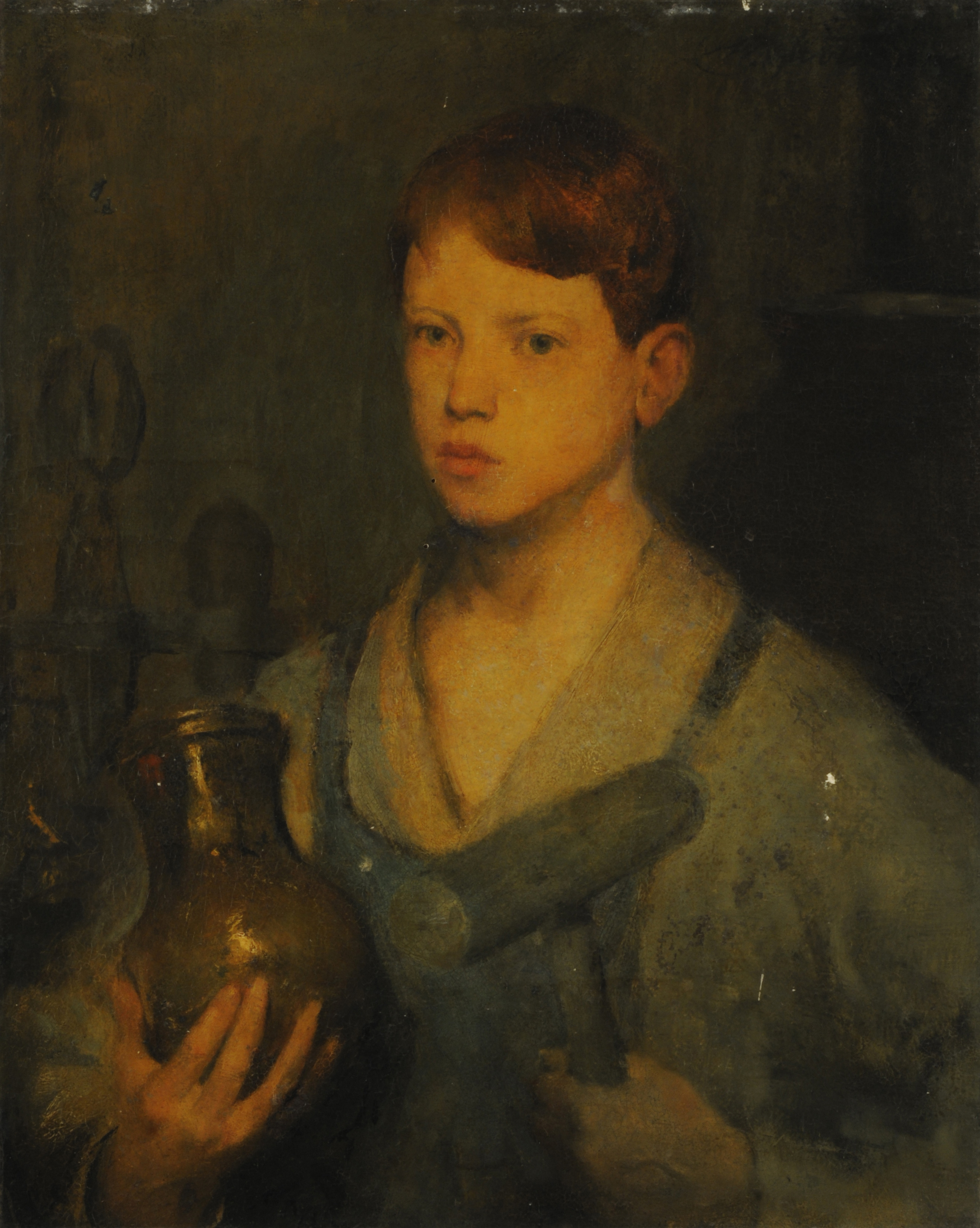
L’Apprenti
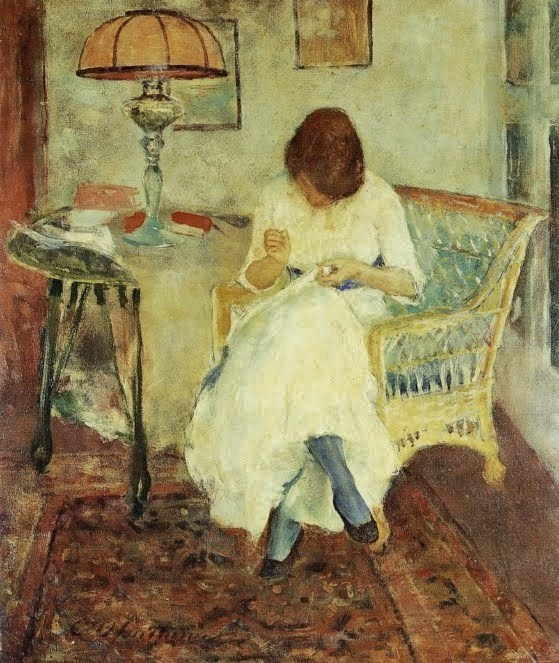
Jeune fille cousant, 1923